# Средно училище с изучаване на чужди езици „Свети Климент Охридски“
Средно училище с изучаване на чужди езици „Свети Климент Охридски“(СУИЧЕ) в Благоевград, България е едно от престижните училища в града. В училището е застъпено чуждоезиковото обучение. Интензивно се изучават английски, френски и руски език. Обучават се ученици от първи до дванадесети клас.

## Адрес
Благоевград, 2700
ул. „Брегалница“ № 2
електронен адрес: suiche@abv.bg

## История
- 1991 г. – отделяне на СОУИЧЕ от Политехническа гимназия „Св. св. Кирил и Методий“ (днес Националната хуманитарна гимназия „Свети Свети Кирил и Методий“) Първи директор на училището до провеждане на конкурс е Надя Кирилова Димитрова.
- 1996 г. – в училището се обучават 835 ученика, а учителският колектив наброява 67 учителя.
- 2005 г. – училището се премества в нова сграда. Допреди това се помещава в сградите на Националната хуманитарна гимназия „Свети Свети Кирил и Методий“ и Първо основно училище.
- 2016 г. – училището сменя името си от СОУИЧЕ на СУИЧЕ след влизане в сила на новия Закон за предучилищно и училищно образование. Директор на училището е д-р Светлин Нечев Абаджиев.

## Материална база
„Средно училище с изучаване на чужди езици „Свети Климент Охридски“ се разполага в модерна сграда от три етажа. Броят на класните стаи е 24. Оборудвани са библиотека, лекарски кабинет, кабинети по биология, музика, езиков център.

## Прием

### Прием за ученици в първи клас
- Паралелки с чуждоезиково обучение от първи клас.

### Прием на ученици в осми клас
- Профил "Чужди езици". Профилиращи предмети: Първи чужд език - английски език, Втори чужд език - руски език.
- Образуване на бала: Утроена оценка от НВО по български език и литература, оценка от НВО по математика, оценки по български език и литература и математика от свидетелството за завършено основно образование.